# Aleksandar Ribičić
Aleksandar Ribičić (Brela, 24. studenoga 1921. – Split, 28. travnja 2005.), hrvatski katolički svećenik iz provincije franjevaca. Bio je poznati ispovjednik, filozof, humanist, župni bibliotekar, župni arhivist, vjerski pisac, botaničar, antifašist i partizan.

## Životopis
Aleksandar Ribičić rođen je 24. studenoga 1921. godine u Brelima. Osnovnu je školu završio u svojemu rodnom mjestu 1934. Iste godine upisuje Franjevačku klasičnu gimanziju u Sinju. Nakon završene gimnazije nastavio je studij filozofije i teologije u Makarskoj i Zagrebu. 
Svečane zavjete položio je 1944. godine. Zaređen je za đakona 1948. godine u Zagrebu, a za svećenika 1949. također u Zagrebu. Mladu misu je proslavio u rodnim Brelima 24. travnja iste godine.
Bio je župnik u Imotskom i u okolnim župama Prološcu, Podbablju, Ričicama i Vinjanima. Nakon jedanaest godina u Imotskoj krajini, vraća se u svoje rodno Primorje, najprije kao župnik u Zaostrogu od 1961. do 1967. a potom u Drveniku, Podaci i Plini–Stablini do 1972., kada se vraća u Zaostrog: prvo kao samostanski vikar, a potom od 1976. do 1982. godine kao gvardijan i konačno kao župski vikar do 1991. U Zaostrogu je ostao do kraja života kao ispovjednik, bibliotekar, arhivist, pisac i botaničar.

## Spomenik fra Aleksandru Ribičiću u Zaostrogu
U Zaostrogu, mjestu gdje je fra Aleksandar proveo najveći dio svojeg svećeničkog života u 2023. godini postavljen je kip fra Aleksandra na rivi gdje je nekada hodao. Kip je izradila sarajevska kiparica Adna Bakija.

## Djela

### Knjige
- "Podaca" (1972.)
- "Crtice o školstvu u Zaostrogu" (1989.)
- "Moj križ na mrtvim zgradama" (1992.)
- "Moj križ na živim zgradama" (1993.)
- "Bonace i nevere" (1994.)
- "Glas srca" (1996.)
- "Zrnca zahvalnost" (1996.)
- "Podrijetlo Ribičića u Brelima" (1997.)
- "Arboretum Kačićeva samostana" (2004.)

Knjige napisane o fra Aleksandru Ribičiću:
- "Maratonac u habitu" (2002.) - Diana Zovko